# Олария (футбольный клуб)
«Олария» — бразильский футбольный клуб из города Рио-де-Жанейро. В настоящий момент клуб выступает в Лиге Кариока. Клуб основан 1 июля 1915 года, домашние матчи проводит на стадионе «Руа Барири». Главным достижением Оларии в чемпионатах Бразилии является победа в «Серии С» в 1981 году.

## Достижения
- Победитель Бразильской Серии С (1): 1981.